# Denise Darcel
Denise Darcel (* 8. September 1924 in Paris; † 23. Dezember 2011 in Los Angeles, Kalifornien; eigentlich: Denise Billecard) war eine US-amerikanische Schauspielerin französischer Herkunft.

## Leben
1947 kam sie in die USA, ein Jahr später gab sie bereits ihr Filmdebüt in To the Victor. Schon bald folgten Hauptrollen an der Seite großer Stars, wie 1951 neben Robert Taylor in Karawane der Frauen und 1954 als Partnerin von Gary Cooper und Burt Lancaster in dem Western Vera Cruz. Nach nur wenigen Filmen und Auftritten in einigen TV-Produktionen zog die Künstlerin sich bereits 1963 ins Privatleben zurück.
Denise Darcel war mit Richard Vance und Peter Crosby verheiratet.

## Filmografie
- 1948: To the Victor – Regie: Delmer Daves
- 1948: Thunder in the Pines – Regie: Robert Gordon
- 1949: Kesselschlacht (Battleground) – Regie: William A. Wellman
- 1950: Tarzan und das Sklavenmädchen (Tarzan and the Slave Girl) – Regie: Lee Sholem
- 1951: Karawane der Frauen (Westward the Women) – Regie: William A. Wellman
- 1952: Young Man with Ideas – Regie: Mitchell Leisen
- 1953: Die Wasserprinzessin (Dangerous When Wet) – Regie: Charles Walters
- 1953: Der rote Dolch (Flame of Calcutta) – Regie: Seymour Friedman
- 1954: Vera Cruz (Vera Cruz) – Regie: Robert Aldrich
- 1960: Tightrope: The Brave Pigeon (TV) – Regie: Irving J. Moore
- 1961: Flucht aus der Hölle (Seven Women from Hell) – Regie: Robert D. Webb
- 1962: Gnadenlose Stadt: Die Tugend der Madame Douvay (Naked City: The Virtues of Madame Douvay) (TV) – Regie: Robert Gist
- 1963: Combat!: A Distant Drum (TV) – Regie: John Peyser